# Codex Regius
Codex Regius, Konungsbók, Księga Królewska – zbiór staroislandzkich rękopisów. Znajduje się tam m.in. podstawowy i unikatowy tekst Eddy poetyckiej z lat 1250–1270, odnaleziony w roku 1643. Przechowywany był w Bibliotece Królewskiej w Kopenhadze aż do 21 kwietnia 1971 roku, kiedy został zwrócony do Reykjavíku i odtąd przechowywany jest w Árni Magnússon Institute. 